# Killing-Form
Die Killing-Form (auch Cartan-Killing-Form) spielt eine wichtige Rolle in der Differentialgeometrie und in der Klassifikation der halbeinfachen Lie-Algebren.
Sie ist nach Wilhelm Killing benannt.

## Definition
Sei {\displaystyle {\mathfrak {g}}} eine Lie-Algebra über dem Körper {\displaystyle k} und {\displaystyle \operatorname {ad} :{\mathfrak {g}}\rightarrow {\mathfrak {gl}}({\mathfrak {g}})} ihre adjungierte Darstellung.
Die Killing-Form ist die durch
{\displaystyle B(X,Y):=\operatorname {Tr} (\operatorname {ad} (X)\circ \operatorname {ad} (Y))}
für {\displaystyle X,Y\in {\mathfrak {g}}} definierte symmetrische Bilinearform
{\displaystyle B:{\mathfrak {g}}\times {\mathfrak {g}}\rightarrow k},
wobei {\displaystyle \operatorname {Tr} } die Spur bezeichnet.

## Eigenschaften
- {\displaystyle B} ist eine symmetrische Bilinearform.
- {\displaystyle B} ist assoziativ, das heißt, es gilt {\displaystyle B([X,Y],Z)=B(X,[Y,Z])} für alle {\displaystyle X,Y,Z\in {\mathfrak {g}}}.
- Für alle {\displaystyle Z\in {\mathfrak {g}}} ist {\displaystyle \operatorname {ad} (Z)} schiefsymmetrisch bzgl. {\displaystyle B}, das heißt für alle {\displaystyle X,Y\in {\mathfrak {g}}} gilt

{\displaystyle B(\operatorname {ad} (Z)X,Y)=-B(X,\operatorname {ad} (Z)Y)}.
- Die Killing-Form ist nicht-ausgeartet genau dann, wenn die Lie-Algebra {\displaystyle {\mathfrak {g}}} halb-einfach ist.
- Falls {\displaystyle {\mathfrak {g}}} die Lie-Algebra einer Lie-Gruppe {\displaystyle G} ist, dann ist {\displaystyle B} {\displaystyle \operatorname {Ad} }-invariant, d. h. für alle {\displaystyle g\in G,X,Y\in {\mathfrak {g}}} gilt

{\displaystyle B(\operatorname {Ad} (g)X,\operatorname {Ad} (g)Y)=B(X,Y)}.
- Falls {\displaystyle {\mathfrak {g}}} die Lie-Algebra einer halbeinfachen Lie-Gruppe ist, dann ist die Killing-Form negativ definit genau dann, wenn {\displaystyle G} kompakt ist. Insbesondere definiert {\displaystyle -B} eine bi-invariante Riemannsche Metrik auf einer kompakten, halbeinfachen Lie-Gruppe {\displaystyle G}. Allgemeiner ist auf der Lie-Algebra einer kompakten (nicht notwendig halbeinfachen) Lie-Gruppe die Killingform  stets negativ semidefinit.

## Beispiele
Die Killing-Form nilpotenter Lie-Algebren ist identisch Null.
Für viele klassische Lie-Algebren lässt sich die Killing-Form explizit angeben:
| g        | {\displaystyle B(X,Y)}                                                                  |
| -------- | --------------------------------------------------------------------------------------- |
| gl(n, R) | {\displaystyle 2n\operatorname {Tr} (XY)-2\operatorname {Tr} (X)\operatorname {Tr} (Y)} |
| sl(n, R) | {\displaystyle 2n\operatorname {Tr} (XY)}                                               |
| su(n)    | {\displaystyle 2n\operatorname {Tr} (XY)}                                               |
| so(n, R) | {\displaystyle (n-2)\operatorname {Tr} (XY)}                                            |
| so(n)    | {\displaystyle (n-2)\operatorname {Tr} (XY)}                                            |
| sp(n, R) | {\displaystyle (2n+2)\operatorname {Tr} (XY)}                                           |
| sp(n, C) | {\displaystyle (2n+2)\operatorname {Tr} (XY)}                                           |

## Riemannsche Metrik auf symmetrischen Räumen von nichtkompaktem Typ
Ein symmetrischer Raum von nichtkompaktem Typ ist eine Mannigfaltigkeit der Form 
{\displaystyle M=G/K}
mit einer halbeinfachen Lie-Gruppe {\displaystyle G} und einer maximal kompakten Untergruppe {\displaystyle K}.
Zu einem symmetrischen Raum hat man eine Cartan-Zerlegung
{\displaystyle {\mathfrak {g}}={\mathfrak {k}}\oplus {\mathfrak {p}}}
und man kann den Tangentialraum {\displaystyle T_{\left[e\right]}G/K} im neutralen Element mit {\displaystyle {\mathfrak {p}}} identifizieren.
Die Killing-Form ist negativ definit auf {\displaystyle {\mathfrak {k}}} und positiv definit auf {\displaystyle {\mathfrak {p}}}. Insbesondere definiert sie ein {\displaystyle \operatorname {Ad} (G)}-invariantes Skalarprodukt auf {\displaystyle {\mathfrak {p}}} und damit eine links-invariante Riemannsche Metrik auf {\displaystyle M=G/K}. Bis auf Multiplikation mit Skalaren ist dies die einzige {\displaystyle G}-invariante Metrik auf {\displaystyle M}.
Die Differentialgeometrie symmetrischer Räume beschäftigt sich mit den Eigenschaften dieser Riemannschen Mannigfaltigkeiten.

## Klassifikation halbeinfacher Lie-Algebren
Die Killing-Form spielt eine Schlüsselrolle in der Klassifikation der halbeinfachen Lie-Algebren über algebraisch abgeschlossenen Körpern der Charakteristik {\displaystyle 0}.